# Kaspar von Seckendorff
Kaspar von Seckendorff (né le 14 juillet 1542, mort le 28 avril 1595) est prince-évêque d'Eichstätt de 1590 à sa mort.

## Biographie
Kaspar vient de la famille von Seckendorff. Le lieu éponyme est Seckendorf, près de Cadolzburg en Franconie.
D'abord élu en 1590, il est d'abord ordonné prêtre dix-jours avant d'être consacré évêque. À la fin de sa carrière d'évêque, Kaspar est secondé par son successeur Johann Konrad von Gemmingen comme coadjuteur à partir de 1593.
Il y a deux mémoriaux dans la cathédrale d'Eichstätt, un autel épitaphe du prince-évêque et la dalle funéraire. Les armoiries du prince-évêque, qui figurent également sur l'épitaphe, sont généralement carrées comme les armoiries personnelles d'un évêque. Les armoiries du diocèse avec la crosse et les armoiries familiales de ceux de Seckendorff, une branche de tilleul, sont représentées en alternance.